# Yelva, die russische Waise

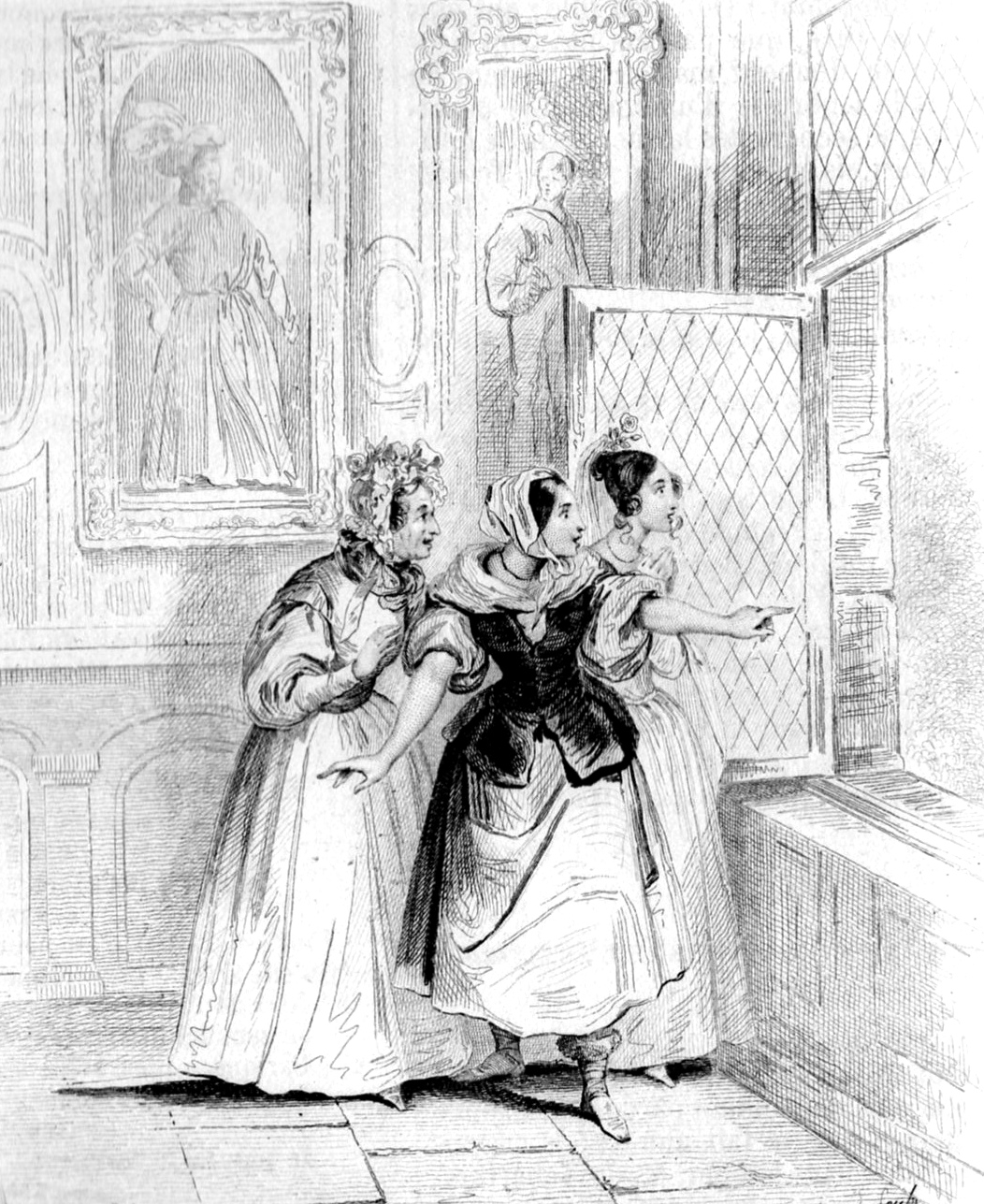
Illustration zu Yelva Akt II, Szene 16 von Alfred Johannot

Yelva, die russische Waise (Yelva ou l’Orpheline russe) ist ein Theaterstück von Eugène Scribe, das am 18. März 1828 im Théâtre du Gymnase-Dramatique Paris uraufgeführt wurde. Es handelt sich um eines der populärsten Dramen des 19. Jahrhunderts. Das Stück gehört zugleich den Gattungen Vaudeville und Melodram an. Die Hauptrolle ist eine stumme Rolle.
Scribes Mitarbeiter Théodore Ferdinand Vallou Devilleneuve und Armand Chapeau werden als Mitautoren aufgeführt. Die Originalmusik stammt von Antoine François Heudier, einem Ballettmeister am Théâtre de l’Ambigu-Comique.

## Handlung

### I. Akt
Einfache Wohnung in Paris: Der reiche Russe Tchérikof hält um die Hand der charmanten Yelva an, die ebenso wie er aus Russland stammt. Von ihrer Gouvernante Mme Dutilleul erfährt er, dass Yelva stumm ist, seit sie als Kind den Tod ihres Vaters erleben musste. Als Waisenkind ist sie in einer Pflegefamilie aufgewachsen. Dies hält Tchérikof jedoch nicht von seiner Werbung ab. Yelva findet ihn sympathisch, aber gibt ihm einen Korb, und Tchérikof erfährt, dass eine Hochzeit zwischen Yelva und Alfred, dem Sohn ihrer Pflegefamilie geplant ist. Großmütig bietet sich Tchérikof als Trauzeuge an. Plötzlich erscheint Yelvas Stiefmutter Mme de Césanne und erklärt ihr, dass ihr Adoptivvater in finanzielle Schwierigkeiten geraten sei, und das eine Hochzeit von Alfred mit einer reichen russische Erbin die einzige Rettung sei. Yelva verzichtet auf die Hochzeit und reist ab. Als Alfred mit der Hochzeitsgesellschaft erscheint, ohne die Braut anzutreffen, nehmen alle an, dass Tchérikof sie entführt hat.

### II. Akt
Reicher polnisch-russischer Landsitz: Tchérikof empfängt Alfred und dessen Mutter. Alfred soll Tchérikofs Cousine Feodora heiraten. Alfred hegt noch immer den Verdacht, dass Tchérikof Yelva entführt hat, aber fügt sich in sein Schicksal und bietet dem Rivalen ein zweites Mal an, Trauzeuge zu sein. Als Mme de Césanne allein ist, klopft Yelva, die als russische Bäuerin verkleidet den Landsitz gefunden hat, an die Tür. Mme de Césanne nimmt Yelva in ihre Obhut. Feodora berichtet Yelva von ihrer bevorstehender Hochzeit mit Alfred. Allein mit Tchérikof entdeckt Yelva, dass sie das Haus kennt. Sie versucht ihm zu erklären, dass sie als Kind hier gespielt habe. Alfred ertappt die beiden und ist überzeugt, dass Tchérikof ihn hintergangen hat. Ein Duell scheint unausweichlich. Inzwischen kann Yelva zeigen, dass die Frau auf ihrem Medaillon mit der auf einem Gemälde identisch ist, das die verstorbene Hausherrin darstellt. Sie ist Tchérikofs Schwester. Sie findet sie ihre Stimme wieder, ruft mit letzter Kraft „Alfred“, und kann das Duell in letzter Sekunde verhindern.

## Melodram und Vaudeville
Als Vaudeville sind in das Stück bekannte Melodien eingelegt, zu denen neue Texte gesungen werden. Yelva kann nicht singen und zur Musik nur eine Pantomime vollführen. Die bekannte Melodie deutet jeweils an, was Yelva sagen will. So erklingt die (von den Orchesterinstrumenten ohne Gesang gespielte) Melodie zu „Je t’aimerai toute la vie“ (ich werde dich das ganze Leben lieben), während sie Alfred ihrer Treue versichert (I/6), oder die Melodien „Balançons-nous“ (schaukeln wir) und „Un bandeau couvre les yeux“ (eine Binde deckt die Augen) ertönen zu ihren Versuchen, Tchérikof zu erklären, dass sie an diesem Ort einst als Kinder gespielt hätten (II/13). Wer die Melodien erkennt, die aus den Repertoirestücken des Theaters stammten, also den regelmäßigen Zuschauern nicht unbekannt waren, versteht Yelvas Gesten besser als ihr Bruder.
Der Gattung Melodram entsprechen die stumme Hauptrolle und die Bedeutung von Text- und Bildmedien innerhalb der Handlung: Briefe, Yelvas Medaillon und das Gemälde ihrer Mutter, führen ein Erkennen (und zugleich die Überwindung ihrer Stummheit) herbei.

## Pantomime

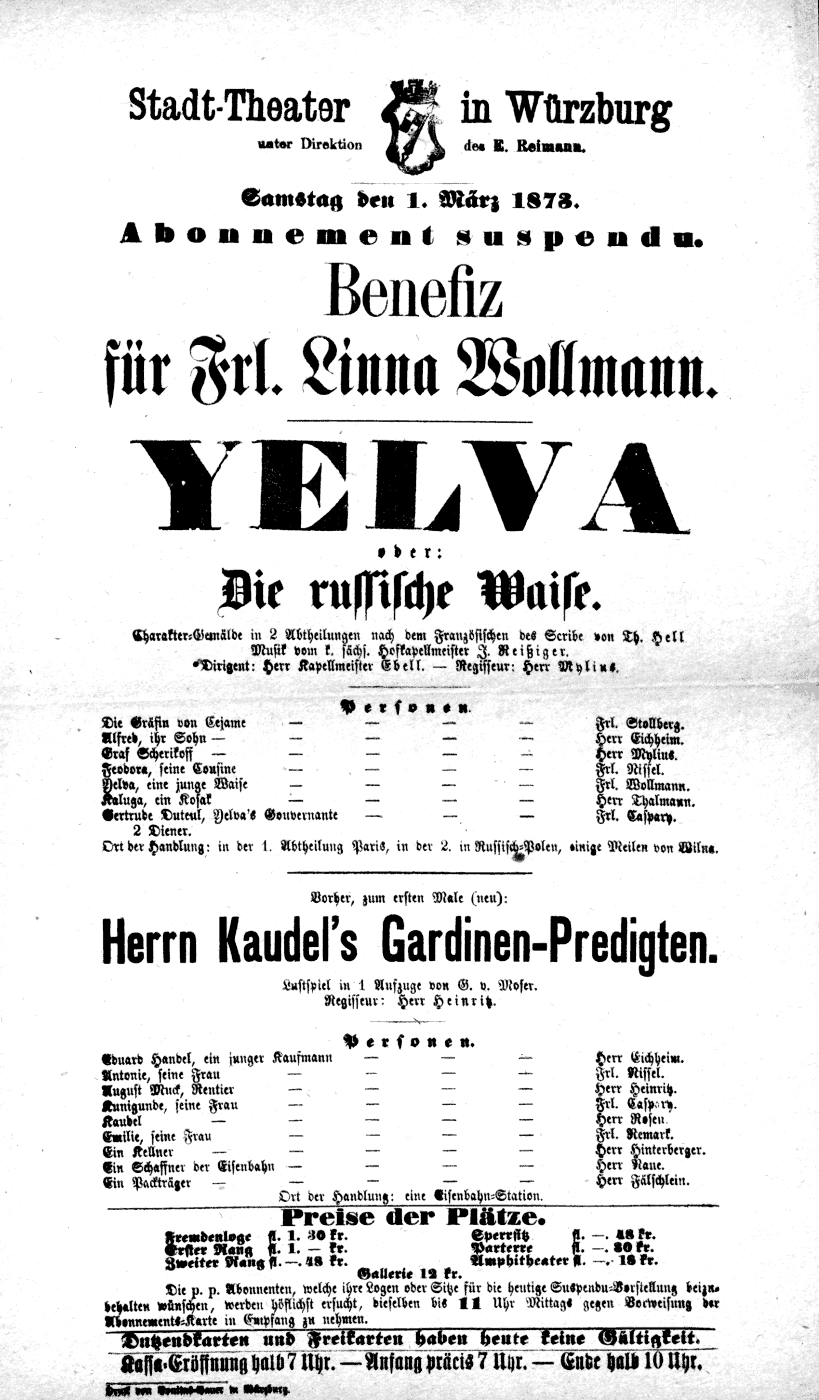
Theaterzettel einer Würzburger Aufführung von 1873

Die Worte zur bloß instrumental gespielten (und nicht-diegetischen) Musik entsprechen ungefähr dem, was Yelva mit ihrer Gestik auszudrücken versucht. Ein Erkennen der Melodie (als Ergänzen des Textes – ein Mitsingen war üblich im Vaudeville) ereignet sich also parallel zu einem Verstehen der Gestik:
II. Akt, 10. Szene:
MADAME DE CESANNE. Aber sag, seit dieser schrecklichen Katastrophe, die dich von deinem Reiseführer getrennt hat, was ist in dieser verlassenen Gegend aus dir geworden?
[es erklingt die Romanze aus Léonide, ou la Vieille de Suresne (1823) von Victor Henri Joseph Brahain Ducange]
YELVA. sagt ihr, dass sie allein auf sich angewiesen war, ohne Geld und fast ohne Kleidung; sie litt; sie fror erbärmlich; und sie ging immer geradeaus, ohne jemanden anzutreffen; sie ging weiter; immer weiter; glaubte vor Müdigkeit und Kälte zu sterben
[es erklingt der Refrain der Petite Mendiante („Kleinen Bettlerin“, 1828) von Brisset]
und wenn sie jemanden antraf, hielt sie die Hand auf, fiel auf die Knie und sagte: Haben sie Mitleid mit einem armen Mädchen.
MADAME DE CESANNE. Himmel! Zum Betteln gezwungen…

## Aufführungen
Yelva wurde von Schauspielerinnen (wie Constance Le Gaye) ebenso wie von Tänzerinnen (wie Fanny Elssler oder später etwa Lucile Grahn) interpretiert. Das Stück hatte eine Bedeutung in der Entstehungszeit des klassischen Balletts.
Als wichtige Premieren sind zu erwähnen: Hofoper Dresden 1828 (deutsch von Theodor Hell, Musik von Carl Gottlieb Reißiger), Theater in der Josefstadt Wien 1829 (deutsch von Margarethe Bernbrunn, Musik von Franz de Paula Roser), Royal Opera House Covent Garden London 1829 (Musik von Henry Bishop), Burgtheater Wien 1830, Bad Pyrmont 1832 (Musik von Albert Lortzing), Kopenhagen 1835, Berliner Hofoper 1849.
Die melodramatische Vertonung von Reißiger konnte sich im deutschen Sprachgebiet durchsetzen, und das Werk blieb lange in den Spielplänen. Der Kritiker Hugo Wolf ärgerte sich noch 1885 über die „ekelhafte Rührkomödie“ und meinte, das Stück erlaube es den Darstellern, sich ungebührlich hervorzutun: Die Oper sei „nicht des Gesangs- und Ballettpersonals wegen, wohl aber sind diese für die Oper da“.
Als zweiaktiges Stück wurde Yelva meist mit einem weiteren Einakter oder ähnlichen Darbietungen kombiniert. Eine Aufführung in Schönberg (Mecklenburg) um 1864 lässt zum Beispiel „4 Marmorbilder in bengalischer Beleuchtung“ folgen.